# 福姓
福姓是中文姓氏之一，在明朝《百家姓续编》中排第504位，也是百家姓中最后一姓。在现代是极罕见的姓氏。

## 起源
福姓有三个来源：
1. 出自姜姓，以地为氏。春秋时齐国有公族公子丹，封地在“福”，世称福子丹，他的后代中有人“福子”为姓氏，便是福子氏，后又简化为福氏。
2. 出自百济国八姓之一。
3. 出自张姓，以名为姓氏。明嘉靖年间有中漕远参将「張福時」，原姓张，名福时，因为明世宗常赐手勅，只称其名，而不言姓氏，故而改稱「福時」，他的后代也都改姓福。

## 延伸阅读
[在维基数据编辑]
 《百家姓》
 《欽定古今圖書集成·明倫彙編·氏族典·福姓部》，出自陈梦雷《古今圖書集成》